# Rund um den Henninger-Turm 1988
Il Rund um den Henninger-Turm 1988, ventisettesima edizione della corsa, si svolse il 1º maggio su un percorso di 252 km, con partenza e arrivo a Francoforte sul Meno. Fu vinto dal belga Michel Dernies della squadra Lotto-Eddy Merckx davanti al danese Rolf Sörensen e all'italiano Giovanni Mantovani.

## Ordine d'arrivo (Top 10)
| Pos. | Corridore                  | Squadra                     | Tempo    |
| ---- | -------------------------- | --------------------------- | -------- |
| 1    | Michel Dernies             | Lotto-Eddy Merckx           | 6h37'54" |
| 2    | Rolf Sörensen              | Ariostea                    | a 31"    |
| 3    | Giovanni Mantovani         | Atala-Ofmega                | a 57"    |
| 4    | Jens Veggerby              | 7-Eleven-Hoonved            | a 59"    |
| 5    | Jean-Philippe Vandenbrande | Hitachi-Bosal-B.C.E.Snooker | s.t.     |
| 6    | Urs Zimmermann             | Carrera-Vagabond            | s.t.     |
| 7    | Maarten Ducrot             | Superconfex-Yoko            | a 1'26"  |
| 8    | Jacques Decrion            | Système U                   | a 1'28"  |
| 9    | Dag Otto Lauritzen         | 7-Eleven-Hoonved            | a 2'18"  |
| 10   | Edwig Van Hooydonck        | Superconfex-Yoko            | s.t.     |